# Жабёр, Онс
Онс Жабёр (Ons Jabeur /ˈɒnz ʒəˈbɜːr/, араб. أُنْس جابر‎ произношение [ˈuns dʒaːbir] (слушать)о файле) — тунисская теннисистка; финалистка трёх турниров Большого шлема в одиночном разряде (Уимблдон-2022, 2023 и Открытый чемпионат США-2022); победительница пяти турниров WTA в одиночном разряде.
Победительница одного юниорского турнира Большого шлема в одиночном разряде (Открытый чемпионат Франции-2011); финалистка одного юниорского турнира Большого шлема в одиночном разряде (Открытый чемпионат Франции-2010); бывшая четвёртая ракетка мира в юниорском рейтинге.

## Общая информация
Онс — одна из четырёх детей Самиры и Риды Жабёров; у неё также есть два брата (Хатим и Марван) и одна сестра (Ясмин). С 2015 года замужем за бывшим российско-тунисским фехтовальщиком на рапирах Каримом Камуном (род. 1986). Муж помогает Жабёр в качестве фитнес-тренера. Онс владеет арабским, французским и английским языками, учит русский.
В теннисе с шести лет; любимое покрытие — твёрдое (хард).

## Спортивная карьера

### 2013 год
В 2013 году Онс Жабёр выиграла свой первый турнир серии Futures. На фьючерсе в родном Тунисе в финале Онс обыграла опытную испанку Сару Соррибес-Тормо со счётом 2-0 (6-3 6-2). Это был первый титул из 4 в этом сезоне для Жабёр. В мае Онс выиграла свой первый турнир на травяном покрытии в Японии. На фьючерсе в Фукуоке она дошла до финала и обыграла там бельгийку Ан-Софи Местах со счётом 2-0 (7-6 6-2). Третий фьючерс, на котором одержала победу Жабёр, был снова в Японии. И на этот раз финальный состав участников оказался таким же, как и в прошлый раз. И снова сильнее оказалась спортсменка из Туниса 2-0 (6-0 6-2). И наконец свой четвёртый трофей 2013 года Онс завоевала в Канаде, обыграв в финале американку Коко Вандевеге со счётом 2-1 (6-7 6-3 6-3). Все эти достижения позволили ей высоко подняться в рейтинге и закончить сезон на 137 строчке мирового рейтинга WTA.

### 2016 год
В 2016 году Онс Жабёр смогла завоевать только один титул. На домашнем фьючерсе в Тунисе она обыграла теннисистку из Швейцарии Ромину Опранди со счётом 2-1 (1-6 6-2 6-2). Этот сезон Онс закончила на 196 строчке мирового рейтинга WTA.

### 2017 год
2017 год для Жабёр начался неплохо, успешно прошла квалификацию на турнир Шэньчжэнь (Китай). Жабёр успешно смогла добраться до 1/8 финала, где уступила Нине Стоянович со счётом 2:1.
На Открытый чемпионат Австралии Жабёр не смогла квалифицироваться, несмотря на то что обыграла Якупович со счётом 2:1 и теннисистку из Беларуси Веру Лапко со счётом 2:1, Онс уступила теннисистке из Китая Чжу Линь со счётом 2:0.
В марте Онс Жабёр отправилась на турнир Чжухай (Китай), где смогла добраться до полуфинала, в котором уступила со счётом 2:0.
В мае на Открытом чемпионате Франции Жабёр успешно прошла квалификацию и попала в основную сетку. Жабёр смогла добраться до 1/16 финала данного турнира, в котором уступила Бачински Т. со счётом 2:0.
В конце июня Онс Жабёр успешно смогла пройти квалификационный раунд на турнир Уимблдон (Великобритания), но проиграла в первом же матче в основной сетке Светлане Кузнецовой со счётом 2:0.
В 2017 года не смогла завоевать ни одного титула, но несмотря на это пару раз играла в финалах и очень ровно смотрелась на протяжении всего сезона. Всего Онс Жабёр провела 65 матчей, из которых 41 выиграла, а 24 проиграла. Это позволило ей впервые в карьере подняться в первую сотню мирового рейтинга (89).

### 2018 год
2018 год для Жабёр начался на турнире Сидней (Австралия), на этом турнире она уступила в первом же матче теннисистке Томич С. (Австралия) со счётом 2:1.
На Открытом чемпионате Австралии Жабёр не получилось задержаться. Она проиграла в первом же матче теннисистке из России Елене Весниной со счётом 2:0.
На Открытом чемпионате Франции Жабёр не смогла преодолеть квалификационный раунд, проиграв теннисистке из Нидерландов Хогенкамп Р. со счётом 2:1.
В июне, после неудачи на Открытом чемпионате Франции, Жабёр отправилась на турнир Manchester (Великобритания) и смогла выиграть его, обыграв теннисистку из Испании Соррибес-Тормо С. со счётом 2:0
В 2018 году Жабёр выиграла фьючерс на траве в Манчестере. В финале, как уже случалось однажды, ей довелось играть с испанской теннисисткой Сарой Соррибес-Тормо, и вновь Жабёр не оставила не единого шанса сопернице и довела встречу до победы со счётом 2-0 (6-2 6-1).
В августе Жабёр успешно прошла квалификацию на турнир Открытый Чемпионат США (США), попав в основную сетку на пути у Жабёр встала Эшли Барти которая помешала Жабёр задержаться в данном турнире, Эшли Барти была сильнее в двух сетах и выиграла матч со счётом 2:0.
В октябре 2018 года пробилась через три квалификационных раунда на турнир Кубок Кремля в Москве, в основной сетке которого в итоге впервые в карьере на турнире WTA дошла до финала, где проиграла в упорнейшей борьбе россиянке Дарье Касаткиной в трёх сетах. По ходу турнира Жабёр обыграла Анетт Контавейт, Анастасию Севастову, Слоан Стивенс и Екатерину Макарову.

### 2019 год
В июне 2019 года Жабёр участвовала в Открытом чемпионате Франции, где проиграла в первом же раунде хорватке Петре Мартич со счётом 1-6 2-6.
На Открытом чемпионате США проиграла в третьем раунде чешке Каролине Плишковой в трёх сетах.

### 2021 год (первый титул WTA и топ-10)
Если до 2021 года на счету Жабёр был только один финал турнира WTA (Кубок Кремля 2018 года), то за 2021 год Жабёр сыграла в трёх финалах и одержала первую победу — в июне тунисская теннисистка выиграла турнир WTA 250 на траве в Бирмингеме, победив в финале Дарью Касаткину (ту самую, которая обыграла Жабёр в финале Кубка Кремля 2018 года). На Уимблдоне Жабёр была посеяна под 21-м номером и впервые в карьере дошла до 1/4 финала этого турнира. В третьем круге Жабёр обыграла в трёх сетах чемпионку Уимблдона 2017 года Гарбинье Мугурусу, а в 4-м круге Онс победила Игу Свёнтек (5-7 6-1 6-1). В четвертьфинале Жабёр проиграла второй сеянной Арине Соболенко (4-6 3-6).
В октябре Жабёр впервые в карьере дошла до полуфинала турнира WTA 1000, в Индиан-Уэллсе на этой стадии она уступила Пауле Бадосе (3-6 3-6).
Сезон 2021 года Жабёр закончила на 10-м месте в рейтинге, поднявшись за год на 21 позицию.

### 2022 год (два финала Большого шлема и вторая ракетка в мире)
Из-за травмы спины Жабёр пропустила Открытый чемпионат Австралии.
В апреле Жабёр дошла до финала турнира WTA 500 в Чарльстоне на зелёном грунте, где уступила Белинде Бенчич в трёх сетах. В мае Жабёр впервые вышла в финал турнира WTA 1000 и сразу сумела его выиграть: на грунте в Мадриде со счётом 7-5 0-6 6-2 была обыграна Джессика Пегула. Удачная серия продолжилась на турнире WTA 1000 в Риме, где Жабёр вновь дошла до финала, где уступила первой ракетке мира Иге Свёнтек (2-6 2-6).
На Открытом чемпионате Франции Жабёр была посеяна под шестым номером, но неожиданно уже в первом круге проиграла опытной польке Магде Линетт — 6-3 6-7(4-7) 5-7.
В июне Жабёр выиграла турнир WTA 500 в Берлине на траве. 27 июня Жабёр поднялась на второе место в рейтинге.
На Уимблдонском турнире Жабёр была посеяна под третьим номером и впервые в карьере сумела выйти в финал турнира Большого шлема. В первых четырёх кругах Жабёр не отдала ни одного сета. В четвертьфинале была обыграна Мария Боузкова из Чехии (3-6 6-1 6-1), а в полуфинале Онс победила Татьяну Марию (6-2 3-6 6-1). Жабёр стала первой в истории арабской женщиной, вышедшей в финал турнира Большого шлема. Ранее среди представительниц Африки в финалах турниров Большого шлема в одиночном разряде играли только южноафриканки. В финале Жабёр была фаворитом, но проиграла Елене Рыбакиной из Казахстана (6-3 2-6 2-6).
На Открытом чемпионате США Жабёр была посеяна под пятым номером и вышла в финал, в пяти матчах отдав только один сет. В финале уступила польке Иге Свёнтек — 2:6, 6:7.

## Итоговое место в рейтинге WTA по годам
| Год  | Одиночный рейтинг | Парный рейтинг |
| 2024 | 42                | 345            |
| 2023 | 6                 | 532            |
| 2022 | 2                 | 258            |
| 2021 | 10                | 160            |
| 2020 | 31                | 215            |
| 2019 | 77                | 179            |
| 2018 | 62                |                |
| 2017 | 88                | 835            |
| 2016 | 193               |                |
| 2015 | 210               |                |
| 2014 | 146               |                |
| 2013 | 139               |                |
| 2012 | 264               |                |
| 2011 | 1 209             |                |
| 2010 | 601               | 778            |

## Выступления на турнирах

### Финалы турниров Большого шлема в одиночном разряде (3)

#### Поражения (3)
| №  | Год  | Турнир                 | Покрытие | Соперница в финале  | Счёт        |
| 1. | 2022 | Уимблдон               | Трава    | Елена Рыбакина      | 6-3 2-6 2-6 |
| 2. | 2022 | Открытый чемпионат США | Хард     | Ига Свёнтек         | 2-6 6-7(5)  |
| 3. | 2023 | Уимблдон (2)           | Трава    | Маркета Вондроушова | 4-6 4-6     |

### Финалы турнировWTAв одиночном разряде (13)

#### Победы (5)
| Легенда:                                   |
| ------------------------------------------ |
| Турниры Большого шлема (0)*                |
| Олимпиада (0)                              |
| Итоговый турнир WTA (0)                    |
| Premier Mandatory / WTA 1000 Mandatory (1) |
| Premier 5 (0) / WTA 1000 (0)               |
| Premier (0) / WTA 500 (2)                  |
| International / WTA 250 (2)                |

| Титулы по покрытиям | Титулы по месту проведения матчей турнира |
| ------------------- | ----------------------------------------- |
| Хард (1)*           | Зал (0)                                   |
| Грунт (2)           | Зал (0)                                   |
| Трава (2)           | Открытый воздух (5)                       |
| Ковёр (0)           | Открытый воздух (5)                       |

* количество побед в одиночном разряде + количество побед в парном разряде.
| №  | Дата             | Турнир                    | Покрытие | Соперница в финале | Счёт            |
| 1. | 20 июня 2021     | Бирмингем, Великобритания | Трава    | Дарья Касаткина    | 7-5 6-4         |
| 2. | 7 мая 2022       | Мадрид, Испания           | Грунт    | Джессика Пегула    | 7-5 0-6 6-2     |
| 3. | 19 июня 2022     | Берлин, Германия          | Трава    | Белинда Бенчич     | 6-3 2-1 — отказ |
| 4. | 9 апреля 2023    | Чарлстон, США             | Грунт    | Белинда Бенчич     | 7-6(6) 6-4      |
| 5. | 30 сентября 2023 | Нинбо, Китай              | Хард     | Диана Шнайдер      | 6-2 6-1         |

#### Поражения (8)
| №  | Дата             | Турнир                 | Покрытие   | Соперница в финале  | Счёт           |
| 1. | 20 октября 2018  | Москва, Россия         | Хард (зал) | Дарья Касаткина     | 6-2 6-7(3) 4-6 |
| 2. | 18 апреля 2021   | Чарлстон, США          | Грунт      | Астра Шарма         | 6-2 5-7 1-6    |
| 3. | 3 октября 2021   | Чикаго, США            | Хард       | Гарбинье Мугуруса   | 6-3 3-6 0-6    |
| 4. | 10 апреля 2022   | Чарлстон, США          | Грунт      | Белинда Бенчич      | 1-6 7-5 4-6    |
| 5. | 15 мая 2022      | Рим, Италия            | Грунт      | Ига Свёнтек         | 2-6 2-6        |
| 6. | 9 июля 2022      | Уимблдон               | Трава      | Елена Рыбакина      | 6-3 2-6 2-6    |
| 7. | 10 сентября 2022 | Открытый чемпионат США | Хард       | Ига Свёнтек         | 2-6 6-7(5)     |
| 8. | 15 июля 2023     | Уимблдон (2)           | Трава      | Маркета Вондроушова | 4-6 4-6        |

### Финалы турнировITFв одиночном разряде (15)

#### Победы (11)
| Легенда:         |
| ---------------- |
| 100.000 USD (1)* |
| 75.000 USD (0)   |
| 50.000 USD (4)   |
| 25.000 USD (4)   |
| 10.000 USD (2+1) |

| Титулы по покрытиям | Титулы по месту проведения матчей турнира |
| ------------------- | ----------------------------------------- |
| Хард (1)*           | Зал (1)                                   |
| Грунт (7+1)         | Зал (1)                                   |
| Трава (3)           | Открытый воздух (10+1)                    |
| Ковёр (0)           | Открытый воздух (10+1)                    |

* количество побед в одиночном разряде + количество побед в парном разряде.
| №   | Дата            | Турнир                    | Покрытие   | Соперница в финале  | Счёт           |
| 1.  | 2 мая 2010      | Анталья, Турция           | Грунт      | Сандра Заневская    | 2-1 — отказ    |
| 2.  | 23 июля 2010    | Касабланка, Марокко       | Грунт      | Анна Моргина        | 7-5 6-3        |
| 3.  | 27 апреля 2013  | Тунис, Тунис              | Грунт      | Сара Соррибес Тормо | 6-3 6-2        |
| 4.  | 12 мая 2013     | Фукуока, Япония           | Трава      | Ан-Софи Местах      | 7-6(2) 6-2     |
| 5.  | 19 мая 2013     | Куруме, Япония            | Трава      | Ан-Софи Местах      | 6-0 6-2        |
| 6.  | 27 октября 2013 | Сагеней, Канада           | Хард (зал) | Коко Вандевеге      | 6-7(0) 6-3 6-3 |
| 7.  | 11 мая 2014     | Тунис, Тунис              | Грунт      | Валерия Савиных     | 6-3 7-6(4)     |
| 8.  | 17 января 2016  | Дейтона-Бич, США          | Грунт      | Ольга Фридман       | 0-6 6-2 6-4    |
| 9.  | 31 января 2016  | Санрайз, США              | Грунт      | Анна Татишвили      | 3-6 6-2 6-1    |
| 10. | 8 мая 2016      | Тунис, Тунис              | Грунт      | Ромина Опранди      | 1-6 6-2 6-2    |
| 11. | 17 июня 2018    | Манчестер, Великобритания | Трава      | Сара Соррибес Тормо | 6-2 6-1        |

#### Поражения (4)
| №  | Дата            | Турнир                  | Покрытие   | Соперница в финале | Счёт        |
| 1. | 30 октября 2009 | Монастир, Тунис         | Хард       | Элизе Тамаэла      | 2-6 2-6     |
| 2. | 28 апреля 2012  | Тунис, Тунис            | Грунт      | Сандра Заневская   | 4-6 6-4 2-6 |
| 3. | 10 августа 2014 | Салунга-Лендисвиль, США | Хард       | Паула Каня         | 7-5 3-6 4-6 |
| 4. | 2 ноября 2014   | Нант, Франция           | Хард (зал) | Катерина Синякова  | 5-7 2-6     |

### Финалы турнировWTAв парном разряде (1)

#### Поражения (1)
| №  | Дата         | Турнир                    | Покрытие | Партнёрша   | Соперницы в финале             | Счёт           |
| 1. | 20 июня 2021 | Бирмингем, Великобритания | Трава    | Эллен Перес | Мария Боузкова Луция Градецкая | 4-6 6-2 [8-10] |

### Финалы турнировITFв парном разряде (2)

#### Победы (1)
| №  | Дата         | Турнир              | Покрытие | Партнёрша         | Соперницы в финале         | Счёт    |
| 1. | 23 июля 2010 | Касабланка, Марокко | Грунт    | Катарина Баранова | Анна Моргина Галина Фокина | 6-3 6-3 |

#### Поражения (1)
| №  | Дата            | Турнир          | Покрытие | Партнёрша | Соперницы в финале           | Счёт           |
| 1. | 30 октября 2009 | Монастир, Тунис | Хард     | Нур Аббас | Элизе Тамаэла Николь Тейссен | 1-6 7-5 [4-10] |

## История выступлений на турнирах
По состоянию на 12 сентября 2022 года
Для того, чтобы предотвратить неразбериху и удваивание счета, информация в этой таблице корректируется только по окончании участия там данного игрока.
| Турнир                       | 2012  | 2013          | 2014          | 2015          | 2016  | 2017          | 2018          | 2019          | 2020          | 2021  | 2022  | Итог   | В/П за карьеру |
| ---------------------------- | ----- | ------------- | ------------- | ------------- | ----- | ------------- | ------------- | ------------- | ------------- | ----- | ----- | ------ | -------------- |
| Турниры Большого шлема       |       |               |               |               |       |               |               |               |               |       |       |        |                |
| Открытый чемпионат Австралии | -     | -             | -             | 1Р            | -     | К             | 1Р            | 1Р            | 1/4           | 3Р    | -     | 0 / 5  | 6-5            |
| Открытый чемпионат Франции   | К     | -             | К             | К             | -     | 3Р            | К             | 1Р            | 4Р            | 4Р    | 1Р    | 0 / 5  | 8-5            |
| Уимблдонский турнир          | -     | К             | К             | -             | К     | 1Р            | 2Р            | 1Р            | НП            | 1/4   | Ф     | 0 / 5  | 11-5           |
| Открытый чемпионат США       | -     | К             | 1Р            | К             | К     | 2Р            | 1Р            | 3Р            | 3Р            | 3Р    | Ф     | 0 / 7  | 13-7           |
| Итог                         | 0 / 0 | 0 / 0         | 0 / 1         | 0 / 1         | 0 / 0 | 0 / 3         | 0 / 3         | 0 / 4         | 0 / 3         | 0 / 4 | 0 / 3 | 0 / 22 |                |
| В/П в сезоне                 | 0-0   | 0-0           | 0-1           | 0-1           | 0-0   | 3-3           | 1-3           | 2-4           | 9-3           | 11-4  | 12-3  |        | 38-22          |
| Олимпийские игры             |       |               |               |               |       |               |               |               |               |       |       |        |                |
| Летняя олимпиада             | 1Р    | Не проводился | Не проводился | Не проводился | 1Р    | Не проводился | Не проводился | Не проводился | Не проводился | 1Р    | НП    | 0 / 3  | 0-3            |

К — проигрыш в квалификационном турнире.